# Phygadeuon madecassus
Phygadeuon madecassus är en stekelart som beskrevs av André Seyrig 1952. Phygadeuon madecassus ingår i släktet Phygadeuon och familjen brokparasitsteklar. Inga underarter finns listade i Catalogue of Life.